# 四恩寺
四恩寺（しおんじ）は、埼玉県さいたま市大宮区土手町にある日蓮宗の寺院。山号は立正山（りっしょうざん）。小西法縁。

## 歴史
天正年間（1573年 - 1591年）に河野秀氏が心眼院日喜が開基し、本堂庫裡を昭和10年に建立。昭和42年立正山四恩寺と公称した。

## 交通アクセス
東武野田線北大宮駅から3分